# Miss Mundo 1978

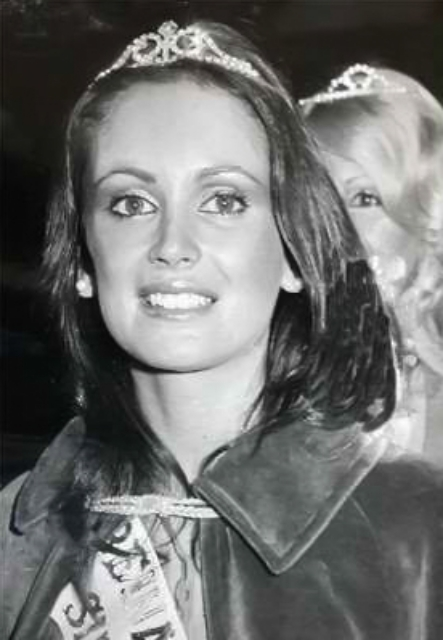
Vencedora do Miss Mundo 1978.

O 28º Concurso Miss Universo aconteceu em 16 de novembro de 1978, no Royal Albert Hall em Londres, Reino Unido. A vencedora foi a representante da Argentina, Silvana Suárez.